# Амельченко, Антон Демьянович
Анто́н Демья́нович Аме́льченко (бел. Антон Дзям'янавіч Амельчанка; род. 27 марта 1985, Гомель) — белорусский футболист. Выступал в сборной Беларуси. Ныне — тренер вратарей мозырской «Славии».

## Клубная карьера
Воспитанник гомельского футбола (начал заниматься в возрасте 7—8 лет), первый тренер — Юрий Головей. В 2004 году дебютировал в основном составе клуба «Гомель». В своём первом сезоне сыграл пять матчей в чемпионате Беларуси, во втором — 15.
В 2006—2009 годах играл в «Москве», выступал за дублирующий состав. В 2007 году провёл четыре матча в чемпионате России за основной состав. В том же году был признан лучшим вратарём чемпионата России по версии РФС. В сезоне-2008 сыграл в десяти матчах, в которых пропустил 17 мячей. Несмотря на интерес со стороны немецкой «Герты», остался в России. В своём последнем сезоне в «Москве» сыграл лишь в матче против «Терека» (2:1), уступив конкуренцию в воротах Юрию Жевнову.
10 марта 2010 года стал игроком «Ростова». По окончании сезона был признан болельщиками лучшим футболистом команды в году, вошёл в четвёрку лучших вратарей чемпионата по количеству отражённых ударов. В декабре расторг контракт с командой.
27 декабря подписал контракт с московским клубом «Локомотив» сроком на три года. В июне 2011 года перенёс операцию на мениске, проходил курс реабилитации в Италии. В ноябре принял участие в двух матчах группового этапа Лиги Европы против «Штурма» (3:1) и «Андерлехта» (3:5). За «железнодорожников» не сыграл ни единого матча в чемпионате, уступив конкуренцию Гильерме. 7 июня 2012 года перешёл в аренду в «Терек» на сезон 2012/13. В начале 2013 года находился на лечении травмы локтя в Германии, где ему впоследствии была проведена операция. Вернулся к тренировкам в марте. Всего за «Терек» сыграл лишь в девяти матчах чемпионата.
13 июня 2013 года вернулся в «Ростов», подписав контракт сроком на три года. Летом 2014 года получил российское гражданство. Был запасным вратарём команды, находясь на скамейке запасных под Стипе Плетикосой. В 2015 году расторг соглашение с командой из-за невыплат зарплаты.
28 июня 2015 года подписал контракт с «Факелом», однако уже 28 ноября 2015 года контракт был расторгнут. В феврале 2016 года находился на просмотре в «Анжи», но не подошёл. В том же месяце подписал контракт с «Белшиной». Летом покинул команду, находился на просмотре в тульском «Арсенале», тренировался с «Гомелем» и «Гомельжелдортрансом». В январе 2017 года подписал контракт с «Крумкачами». В июле принял решение завершить футбольную карьеру из-за проблем со здоровьем.

## Карьера в сборной
В национальной сборной Беларуси дебютировал 22 августа 2007 года в товарищеском матче со сборной Израиля в Минске (2:1).

## Тренерская карьера
В 2018—2019 годах работал в «Гомеле» тренером вратарей дублирующего состава. В январе 2020 года вошёл в тренерский штаб основной команды. В конце 2021 года стал тренером вратарей солигорского «Шахтёра». В августе 2022 года получил тренерскую лицензию категории «В». В апреле покинул «Шахтёр». С июля по октябрь — тренер юношеской команды «Химки-М». В октябре вошёл в тренерский штаб мозырской «Славии».

## Личная жизнь
Жена Вероника. Дочери — София (род. 5 апреля 2012 года), Полина (род. 12 января 2016 года). Своим футбольным кумиром считает голландца Эдвина Ван дер Сара.

## Достижения
Клубные
 «Ростов»
- Обладатель Кубка России (1): 2013/14

Личные
 «Ростов»
- Лучший игрок команды в сезоне 2010 года (1)

## Статистика выступлений

### Клубная статистика
| Выступление        | Выступление      | Выступление      | Чемпионат | Чемпионат | Кубки | Кубки | Еврокубки | Еврокубки | Итого | Итого |
| Клуб               | Лига             | Сезон            | Игры      | Голы      | Игры  | Голы  | Игры      | Голы      | Игры  | Голы  |
| ------------------ | ---------------- | ---------------- | --------- | --------- | ----- | ----- | --------- | --------- | ----- | ----- |
| Гомель             | Высшая лига      | 2004             | 5         | -8        | 2     | 0     | 0         | 0         | 7     | -8    |
| Гомель             | Высшая лига      | 2005             | 15        | -19       | 2     | -1    | 0         | 0         | 17    | -20   |
| Гомель             | Итого            | Итого            | 20        | -27       | 4     | -1    | 0         | 0         | 24    | -28   |
| Москва             | Премьер-лига     | 2006             | 0         | 0         | 0     | 0     | 0         | 0         | 0     | 0     |
| Москва             | Премьер-лига     | 2007             | 4         | -5        | 1     | 0     | 0         | 0         | 5     | -5    |
| Москва             | Премьер-лига     | 2008             | 10        | -17       | 1     | -1    | 1         | -2        | 12    | -20   |
| Москва             | Премьер-лига     | 2009             | 1         | -1        | 0     | 0     | 0         | 0         | 1     | -1    |
| Москва             | Итого            | Итого            | 15        | -23       | 2     | -1    | 1         | -2        | 18    | -26   |
| Ростов             | Премьер-лига     | 2010             | 23        | -26       | 0     | 0     | 0         | 0         | 23    | -26   |
| Ростов             | Итого            | Итого            | 23        | -26       | 0     | 0     | 0         | 0         | 23    | -26   |
| Локомотив (Москва) | Премьер-лига     | 2011/12          | 0         | 0         | 0     | 0     | 2         | -6        | 2     | -6    |
| Локомотив (Москва) | Итого            | Итого            | 0         | 0         | 0     | 0     | 2         | -6        | 2     | -6    |
| → Терек            | Премьер-лига     | 2012/13          | 9         | -5        | 2     | -1    | 0         | 0         | 11    | -6    |
| → Терек            | Итого            | Итого            | 9         | -5        | 2     | -1    | 0         | 0         | 11    | -6    |
| Ростов             | Премьер-лига     | 2013/14          | 3         | -6        | 1     | 0     | 0         | 0         | 4     | -6    |
| Ростов             | Премьер-лига     | 2014/15          | 0         | 0         | 0     | 0     | 0         | 0         | 0     | 0     |
| Ростов             | Итого            | Итого            | 3         | -6        | 1     | 0     | 0         | 0         | 4     | -6    |
| Факел (Воронеж)    | ФНЛ              | 2015/16          | 2         | -4        | 1     | -3    | 0         | 0         | 3     | -7    |
| Факел (Воронеж)    | Итого            | Итого            | 2         | -4        | 1     | -3    | 0         | 0         | 3     | -7    |
| Белшина            | Высшая лига      | 2016             | 9         | -14       | 1     | -3    | 0         | 0         | 10    | -17   |
| Белшина            | Итого            | Итого            | 9         | -14       | 1     | -3    | 0         | 0         | 10    | -17   |
| Крумкачи           | Высшая лига      | 2017             | 9         | -14       | 0     | 0     | 0         | 0         | 9     | -14   |
| Крумкачи           | Итого            | Итого            | 9         | -14       | 0     | 0     | 0         | 0         | 9     | -14   |
| Всего за карьеру   | Всего за карьеру | Всего за карьеру | 90        | -119      | 11    | -9    | 3         | -8        | 104   | -136  |

1. ↑  Кубок Беларуси, Кубок России.
2. ↑  Лига Европы УЕФА.

Источники:

### Статистика за сборную
| Сборная  | Год   | Матчи | ГП |
| -------- | ----- | ----- | -- |
| Беларусь | 2007  | 1     | 0  |
| Беларусь | 2009  | 1     | -1 |
| Беларусь | 2010  | 3     | 0  |
| Беларусь | 2011  | 2     | -2 |
| Всего    | Всего | 7     | -3 |

Источник:

### Список матчей за сборную
| Матчи Антона Амельченко за национальную сборную Беларуси | Матчи Антона Амельченко за национальную сборную Беларуси | Матчи Антона Амельченко за национальную сборную Беларуси | Матчи Антона Амельченко за национальную сборную Беларуси | Матчи Антона Амельченко за национальную сборную Беларуси | Матчи Антона Амельченко за национальную сборную Беларуси | Матчи Антона Амельченко за национальную сборную Беларуси | Матчи Антона Амельченко за национальную сборную Беларуси |
| №                                                        | Дата                                                     | Соперник                                                 | Счёт                                                     | Голы                                                     | Карточки                                                 | Минуты                                                   | Соревнование                                             |
| -------------------------------------------------------- | -------------------------------------------------------- | -------------------------------------------------------- | -------------------------------------------------------- | -------------------------------------------------------- | -------------------------------------------------------- | -------------------------------------------------------- | -------------------------------------------------------- |
| 1                                                        | 22 августа 2007                                          | Израиль                                                  | 2:1                                                      | —                                                        | —                                                        | 46'                                                      | Товарищеский матч                                        |
| 2                                                        | 14 ноября 2009                                           | Саудовская Аравия                                        | 1:1                                                      | -1                                                       | —                                                        | 26'                                                      | Товарищеский матч                                        |
| 3                                                        | 30 мая 2010                                              | Республика Корея                                         | 1:0                                                      | —                                                        | —                                                        | 46'                                                      | Товарищеский матч                                        |
| 4                                                        | 11 августа 2010                                          | Литва                                                    | 2:0                                                      | —                                                        | —                                                        | 46'                                                      | Товарищеский матч                                        |
| 5                                                        | 17 ноября 2010                                           | Оман                                                     | 4:0                                                      | —                                                        | —                                                        | 46'                                                      | Товарищеский матч                                        |
| 6                                                        | 9 февраля 2011                                           | Казахстан                                                | 1:1                                                      | -1                                                       | —                                                        | 46'                                                      | Товарищеский матч                                        |
| 7                                                        | 29 марта 2011                                            | Канада                                                   | 0:1                                                      | -1                                                       | —                                                        | 46'                                                      | Товарищеский матч                                        |

Итого: 7 матчей / 3 пропущенных гола; 4 победы, 2 ничьих, 1 поражение.